# Vloerverwarming

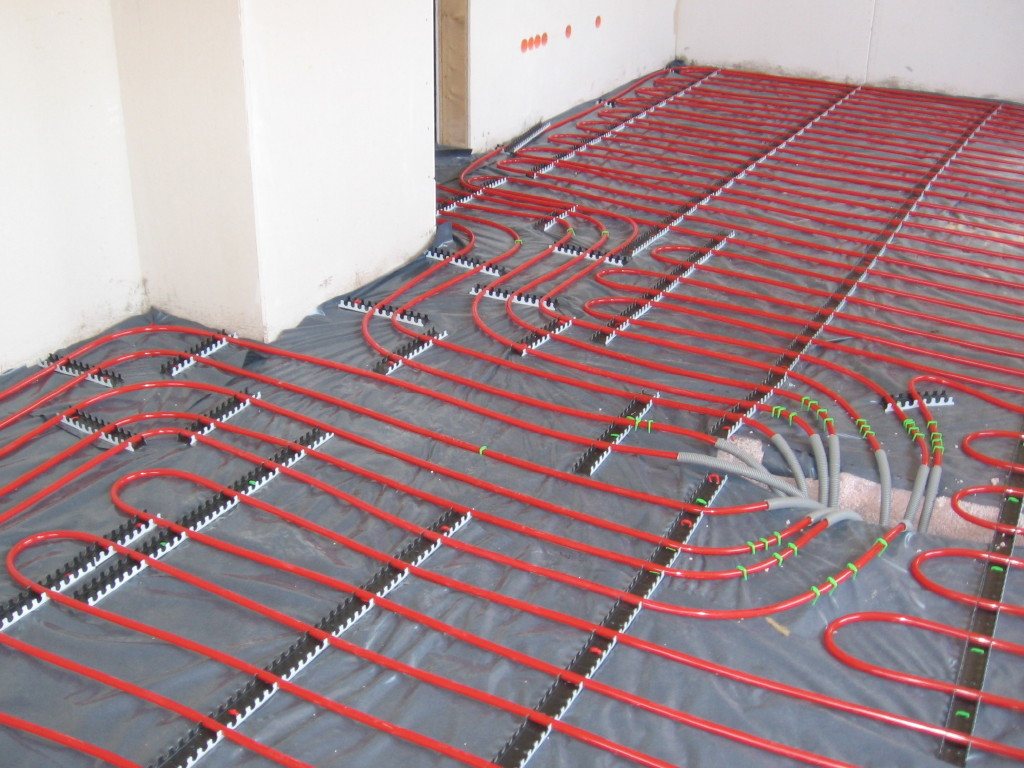
De buizen van een vloerverwarming, voordat ze verdwijnen onder een laag cement.

Vloerverwarming is een vorm van verwarming die in de vloer is ingebouwd. Al in de Romeinse tijd werd vloerverwarming toegepast door warme lucht afkomstig van een houtvuur door een holle ruimte onder de vloer te laten stromen. Sinds de twintigste eeuw zijn er verschillende systemen, die elektrisch of met warm water kunnen werken.

## Werking
Vloerverwarming verwarmt de vloer van een vertrek gelijkmatig door middel van warmtestraling of radiatie. Omdat de vloer met een lage temperatuur wordt verwarmd en een egaal oppervlak heeft, is er nauwelijks sprake van convectie. Doordat de warmte vrijwel geheel wordt afgegeven door radiatie verdeeld over de gehele vloer, is de warmteafgifte overal in de ruimte gelijk en is er slechts minimaal sprake van temperatuurgelaagdheid in de ruimtelucht. Hierdoor ontstaat een zeer gelijkmatige temperatuur. Aan de vloerverwarming is een thermostaat of een weersafhankelijke regeling gekoppeld die de temperatuur regelt. Bij een elektronische thermostaat kan deze worden geprogrammeerd. Vloerverwarming kan de radiatoren van de centrale verwarming vervangen indien het stralingsoppervlak voldoende groot is. De warmteafgifte van de vloer is afhankelijk van een aantal factoren, zoals temperatuur van de vloer, temperatuur van de ruimtelucht, dikte van de vloer en het type vloer. Meestal ligt de warmteafgifte tussen de 30 en 60 W/m² . Maximaal kan tot 100 W/m2 afgegeven worden.
Naast vloerverwarming bestaan ook wandverwarming en plafondverwarming, waarbij dezelfde technieken worden toegepast als bij vloerverwarming.

### Voordelen
- Doordat er een groter stralingsoppervlak is met een lagere temperatuur, ten opzichte van radiatoren, is het een prettige warmte en kan de luchttemperatuur laag blijven.
- Laag energieverbruik omdat het vertrek met een lagere luchttemperatuur kan worden verwarmd. Het huis heeft een grotere warmtebuffer, zodat er veel regelmatiger verwarmd kan worden.
- Vloerverwarming zorgt voor een gelijkmatige warmteverdeling in de ruimte. In tegenstelling tot radiatoren, die vaak warmte op specifieke plekken afgeven, verwarmt vloerverwarming de hele vloer gelijkmatig. Dit resulteert in een comfortabele en aangename warmte zonder koude plekken.
- De warmteopwekker hoeft slechts lagere temperaturen op te wekken, wat met een hoger energetisch rendement kan gebeuren.

- Bij het gebruik van vloerverwarming als hoofdverwarming zijn er geen radiatoren nodig, zodat deze geen woonruimte innemen.
- De mogelijkheid bestaat om te koelen met behulp van een koelmachine of warmtepomp, of met water uit de diepere ondergrond (bijvoorbeeld aquifers).

### Nadelen
- Een nadeel van vloerverwarming is dat de leidingen in de vloer moeten worden gelegd, zodat dit doorgaans alleen bij nieuwbouw of grondige renovatie wordt toegepast. Het is echter wel mogelijk om op een later tijdstip sleuven in de ondervloer (chape) te slijpen, waar de leidingen in gelegd kunnen worden.
- Bij gebruik van tapijt en andere isolerende vloeren zal een groter gedeelte van de warmte worden tegengehouden ten opzichte van vloertegels. Hierdoor zal de warmteafgifte van de vloer verminderen.
- Wanneer de verdeling van een ruimte bij een verbouwing wordt gewijzigd door het plaatsen of verwijderen van muren, is het niet eenvoudig de vloerverwarming hierop aan te passen.
- Eventuele lekkages in het systeem kunnen slechts worden hersteld door de vloer open te breken.
- Bij grote glasoppervlakten kan een koudeval ontstaan doordat de vloerverwarming de lucht te weinig verwarmt, een aanvullende verwarming door bijvoorbeeld een convectorput is een goede oplossing.
- Vloerverwarming is een inert systeem: het warmt traag op (in de winter duurt het dan wel even eer de kamer warm is) en het koelt traag af (in de zomer kan dit plots tot een te warme ruimte leiden).
- Huizen verwarmd met vloerverwarming zijn zo gebouwd[bron?] om de warmte te laten opstijgen, wat in de zomers kan leiden tot onaangenaam hoge temperaturen in slaapkamers op bovenverdiepingen.

## Warm water

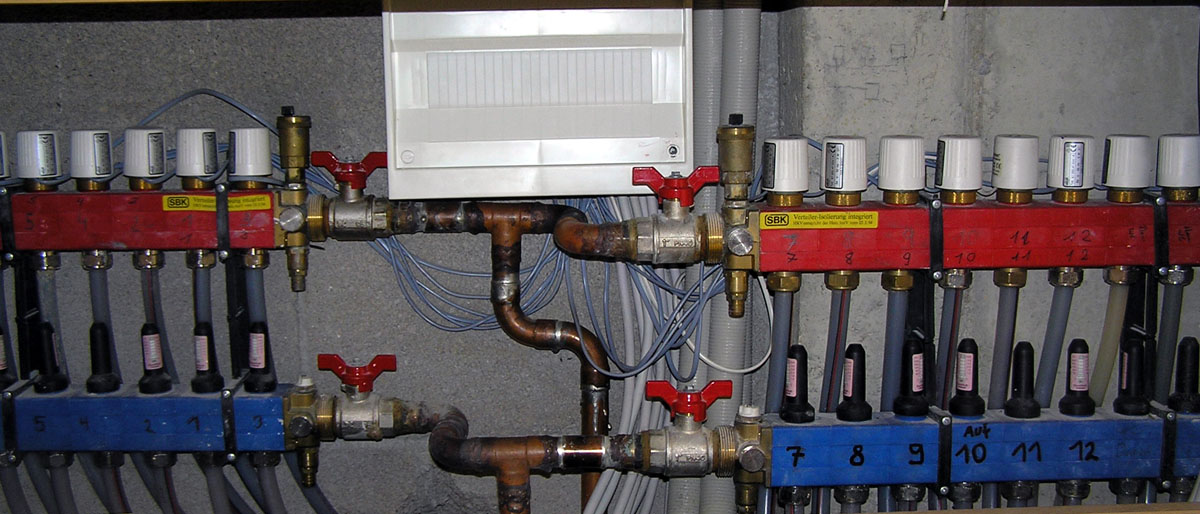
Aansturing van een vloerverwarming

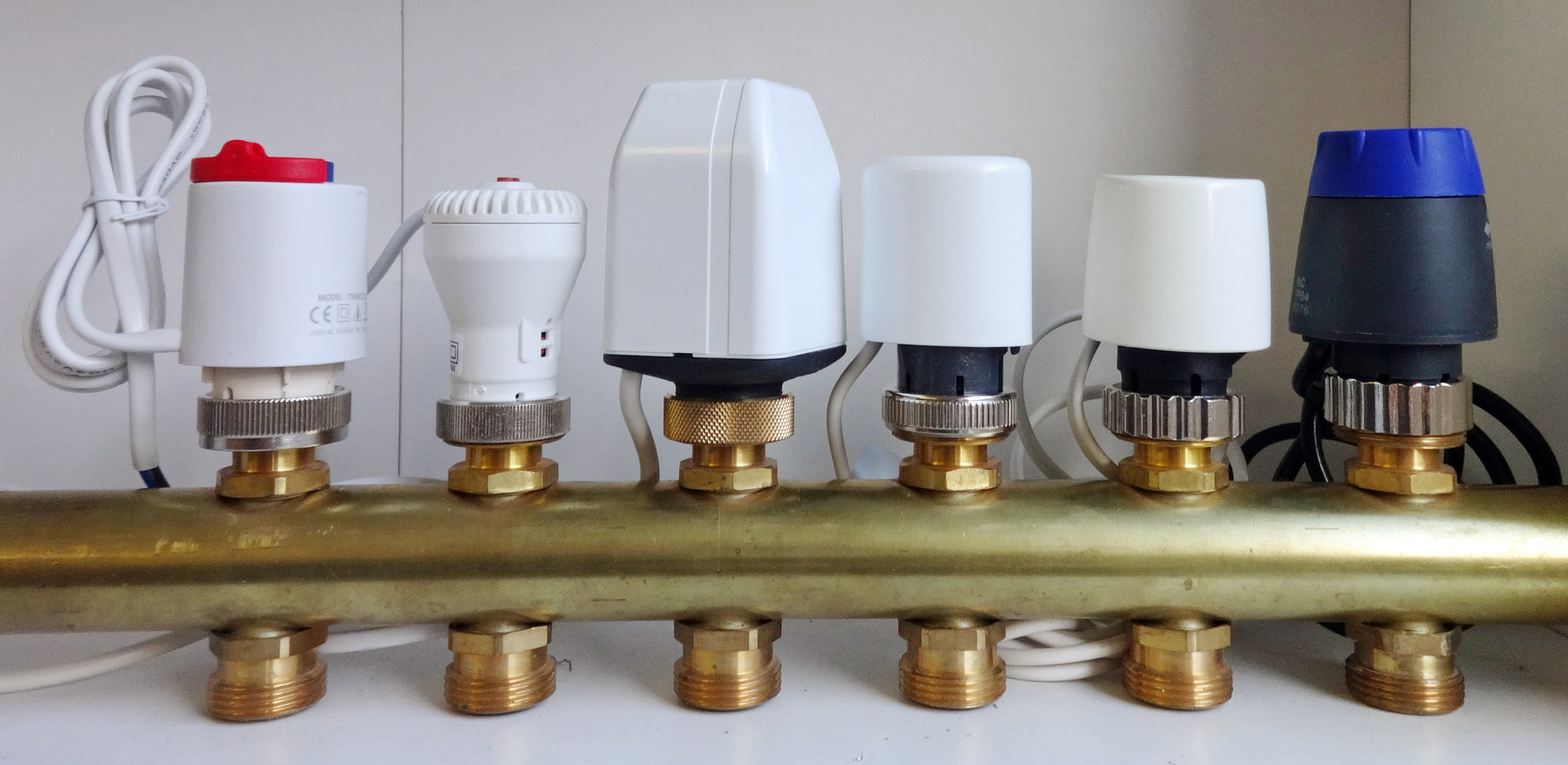

Bij vloerverwarming met warm water wordt de watertoevoer doorgaans op de cv-installatie aangesloten. Hiervoor wordt een voor vloerverwarming geschikte verdeler gebruikt die ervoor zorgt dat de temperatuur niet hoger wordt dan 45 °C.
Ook wordt vloerverwarming veel toegepast bij lage temperatuursverwarming zoals een warmtepomp. De warmtepomp werkt het zuinigst bij lage temperatuur.  Een vloerverwarming kan dan zo gedimensioneerd worden dat een maximale temperatuur van 35 °C nodig is, of nog lager bij laagenergiewoningen.
Het warme water stroomt meestal door kunststof buizen met een diameter van 16 tot 20 mm. Deze buizen worden in de vorm van een spiraal of meander gelegd, de spiraal of slakkenhuis heeft de voorkeur aangezien dan aanvoer en retour steeds naast elkaar liggen, dit resulteert in een gelijkmatigere warmteafgifte, maar is het moeilijkste om te plaatsen. De 'hart op hart'-afstand tussen de buizen ligt meestal tussen de 10 en 20 cm, afhankelijk van het benodigde vermogen. De maximale lengte van een groep ligt tussen de 70 en 120 m.
Een alternatief voor het systeem met een vloerverwarmingsverdeler is door een buis aan te sluiten op het retourwater van een radiator. Dit wordt veel toegepast in ruimtes waar beide aanwezig zijn zoals badkamers. De voordelen van zowel radiatoren en vloerverwarming zijn hierbij gecombineerd, warme voeten en snelle opwarming. Het systeem is echter moeilijk te regelen, maar eenvoudig aan te leggen.
Vloerverwarming met warm water is te verdelen in 2 groepen namelijk natbouw en droogbouw.

### Natbouw
De meest toegepaste vorm van vloerverwarming is natbouw. Bij deze techniek wordt zand-cementspecie over de verwarmingsbuis gestort. Het natbouwsysteem is goedkoper dan droogbouwsystemen maar heeft door de minder goede warmtegeleiding een veel langere opwarmtijd nodig. Een tweede nadeel is de droogtijd van de vloer. Deze bedraagt ongeveer 1½ week per centimeter zand-cement. Uitgaande van een opbouwhoogte van 5 centimeter komt dit in de praktijk neer op ongeveer 7 tot 8 weken voordat de vloer opgestookt mag worden. Een methode om de droogtijd enigszins te versnellen is het gebruik van anhydriet.

### Droogbouw
Droogbouwsystemen zijn er in een aantal varianten en worden op een vlakke en stabiele ondergrond aangebracht.
Door innovatie zijn er momenteel droogbouwsystemen op de markt die het mogelijk maken nagenoeg alle soorten vloerbedekking toe te passen.
Een goed voorbeeld van droogbouwsystemen is het gebruik van geëxpandeerd polystyreen (piepschuim) platen met daarop een aluminium verlijmde lamel die zorgt voor een goede warmtespreiding. Bij dit systeem wordt de buis eenvoudig in de voorgevormde uitsparing geklikt en is deze daardoor zeer snel aan te leggen.
Een dergelijk systeem kan door de goede warmteoverdracht veel sneller reageren op warmtevraag.

## Lage opbouw vloerverwarming
Vloerverwarming met lage opbouwhoogte wordt toegepast in situaties waar de beschikbare ruimte beperkt is, zoals bij renovatie van bestaande woningen. Deze systemen zijn ontwikkeld om comfortabel te verwarmen zonder dat een dikke vloeropbouw noodzakelijk is. Dit maakt ze geschikt voor projecten waarin traditionele systemen moeilijk toepasbaar zijn.

### Soorten lage opbouwsystemen
Droogbouwsystemen  Deze systemen vereisen geen natte afwerklaag. De verwarmingsbuizen worden geplaatst in voorgevormde isolatie- of warmtegeleidende platen, waarop direct een vloerafwerking kan worden gelegd. Hierdoor blijft de totale opbouwhoogte vaak beperkt tot ongeveer 15 tot 25 mm. Droogbouwsystemen zijn relatief licht, waardoor ze geschikt zijn voor toepassing op houten vloeren of bestaande constructies.
Natbouwsystemen met lage opbouw  Bij natbouwsystemen worden de verwarmingsbuizen verwerkt in een dunnere afwerklaag zoals egaline of vulmassa. Deze systemen worden toegepast wanneer egalisatie nodig is, maar de beschikbare ruimte beperkt is. De totale systeemhoogte begint bij circa 15 mm.

### Kenmerken en voordelen
- Beperkte opbouwhoogte maakt toepassing mogelijk zonder aanpassingen aan deuren, drempels of traphoogtes.
- Snellere opwarmtijd door minder massa boven de verwarmingsbuizen.
- Lichtgewicht systemen zijn toepasbaar op houten of zwakkere ondervloeren.
- Compatibel met lage temperatuurverwarming, zoals warmtepompen.

### Toepassing
Lage opbouwsystemen worden veel gebruikt in renovatieprojecten waarbij de bestaande vloer gehandhaafd blijft of slechts beperkt aangepast kan worden. Dergelijke systemen worden bijvoorbeeld toegepast bij energiebesparende renovaties van vooroorlogse woningen of monumentale gebouwen.

### Verdeler
De vloerverwarmingsverdeler is er in verschillende vormen, maar de belangrijkste 2 vormen zijn de open verdeler met pomp en de gesloten verdeler zonder pomp.
Bij de open verdeler met circulatiepomp en vooringestelde menging kunnen een aantal groepen aangesloten worden, meestal tussen de 2 en 12. In de verdeler zit ook een pomp ingebouwd die voor de circulatie zorgt, deze kan beveiligd zijn door middel van een voeler, die uitschakelt bij een te hoge temperatuur in de verdeler. 
Het water dat door de vloerverwarmingsleidingen circuleert is voor het grootste gedeelte steeds dezelfde, de pomp zuigt water aan uit het retour gedeelte en pompt dit vervolgens in het aanvoer gedeelte. 
In deze verdeler zit ook een mengregeling ingebouwd, door de aansluiting op de cv-installatie wordt warm water bijgemengd. De hoeveelheid bij te mengen warm water wordt geregeld door middel van een thermostaatkraan, deze zorgt voor een constante, van tevoren ingestelde, temperatuur in de verdeler.
De vloerverwarmingsgroepen kunnen door middel van inregelafsluiters afzonderlijk worden ingeregeld, dit omdat niet elke aangesloten leiding even lang is en evenveel druk verliest. Ook kunnen ruimten die minder warmte nodig hebben wat afgeknepen worden.
Vaak bevinden zich ook nog debietmeters op de afzonderlijke groepen, hiermee is de doorstroom in l/min af te lezen.
Een mogelijkheid is nog om de groepen open en dicht te schakelen door middel van elektrische kleppen aangestuurd door middel van thermostaten. Op deze wijze is in elk vertrek afzonderlijk zeer nauwkeurig de temperatuur te regelen.
Bij de gesloten verdeler is geen pomp of menging aanwezig, dit gebeurt centraal in het gebouw. Dit is vaak het geval bij een warmtepomp als warmteopwekker. Een warmtepomp moet altijd een zo laag mogelijke temperatuur leveren en is vaak begrensd op 45 °C, deze temperaturen kunnen slecht gemengd worden tot een bruikbare temperatuur voor de vloerverwarming.

### Koeling
Koeling met behulp van vloerverwarming is mogelijk bij de natbouw en droogbouw systemen, de installatie moet wel specifiek ontworpen zijn voor zowel verwarming als koeling. Het beste is om gesloten verdelers toe te passen aangezien die niet mengen en de gebruikte thermostaten moet ook geschikt zijn voor koeling. 
Een belangrijk aandachtspunt bij koeling is dat de vloeren niet te koud mogen worden, zij moeten altijd boven het dauwpunt blijven, anders kan er condensvorming optreden op de vloer en wordt deze nat en glad. 
Koeling door middel van vloerverwarming wordt steeds meer toegepast aangezien huizen steeds beter geïsoleerd worden en er steeds grotere glasvlakken in de gevels zitten. Het water wordt meestal gekoeld door middel van een koelmachine of indirect door middel van grondwater afkomstig uit het primaire circuit van de grondwater warmtepomp, dit wordt vrije koeling genoemd.
Het energieverbruik van deze vorm van koeling is aanzienlijk lager in vergelijking met een airconditioning. In geval van een warmtepomp met een koude-warmteopslag-systeem is het zelfs noodzakelijk om te koelen, zodat de bodembron weer opgewarmd wordt en zo het verwarmingsrendement verhoogt.

## Elektrisch

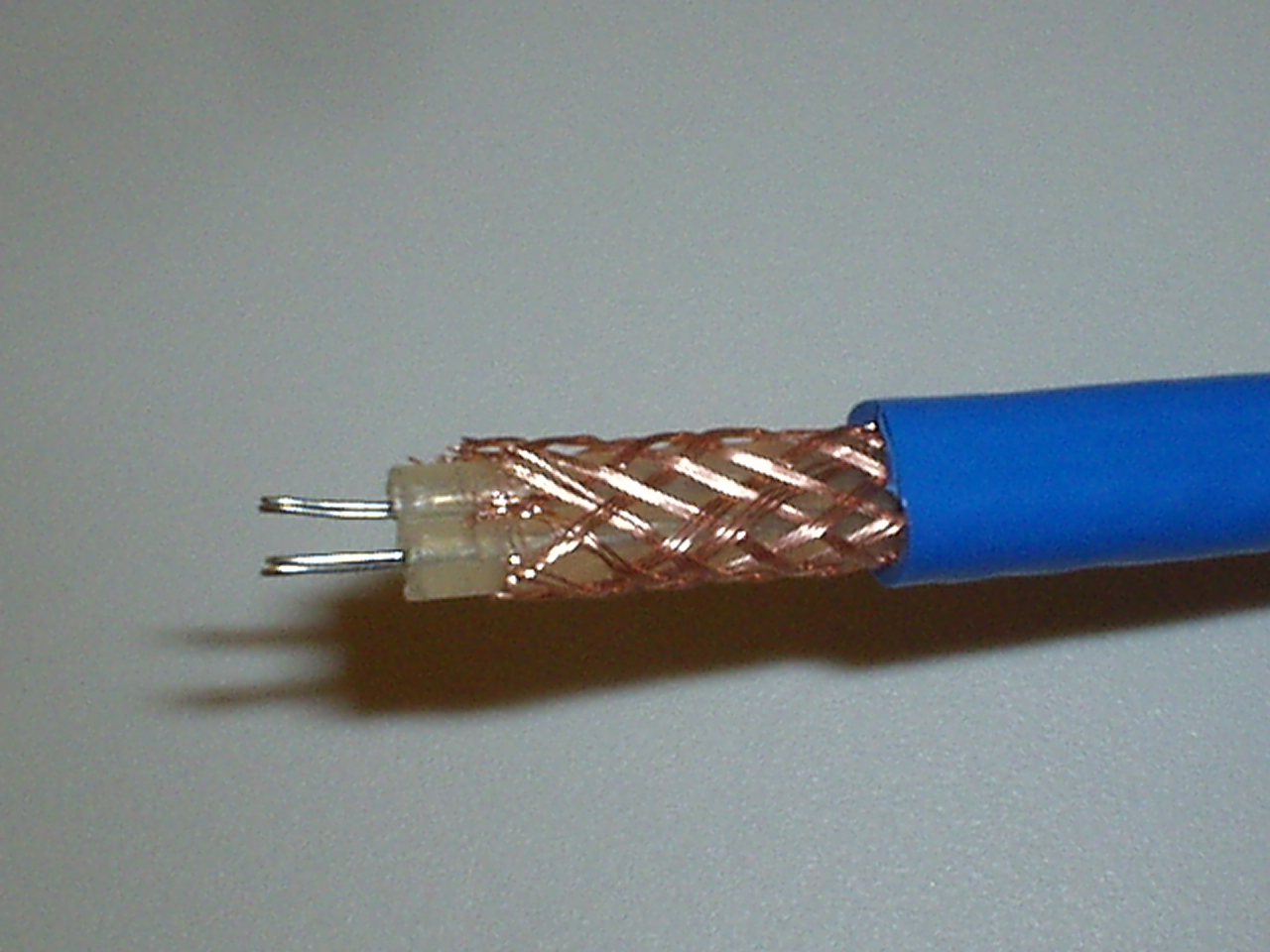
Kabel voor elektrische vloerverwarming met 2 geleiders en aardingsmantel.

Elektrische vloerverwarming is er in 3 verschillende vormen:
- Kabels van zo'n 5–8 mm dik die net als bij warm water vloerverwarming in de vloer worden gelegd.
- Matten waarop in een zigzag patroon een dunne (2–3 mm) kabel is aangebracht. Meestal worden deze direct onder een tegelvloer aangebracht.
- Dunne geleidende folie die onder tapijt of laminaat kan worden aangebracht.

De kabels en de (kabels op) de matten moeten om veiligheidsredenen altijd een aarding hebben. Mede om een storend elektromagnetisch veld te voorkomen is die aarding altijd in de vorm van een gevlochten mantel uit koperdraad. Kabels die 2 weerstandsdraden ("heen" en "terug") met een aardingsmantel hebben, creëren helemaal geen magnetisch veld. De dunne geleidende folie heeft geen aarding. Hierbij wordt dus wel een elektromagnetisch veld gecreëerd wat een nadeel kan zijn voor mensen met pacemaker of bijvoorbeeld voor stralinggevoelige personen. Om veiligheidsredenen, de folie heeft geen aarding, wordt hier vaak een transformator toegepast, waarmee de folie met een lage spanning verwarmd wordt.
Elektrische vloerverwarming kan net als warm water vloerverwarming als hoofdverwarming (dat wil zeggen als enige vorm van verwarming) of als bijverwarming, in combinatie met bv. radiatoren of convectoren worden toegepast. Bij elektrische vloerverwarming wordt altijd de temperatuur van de vloer zelf geregeld, al dan niet in combinatie met de kamertemperatuur. Bij vloerverwarming met warm water wordt alleen de ruimtetemperatuur voor de regeling gebruikt.

## Geschiedenis

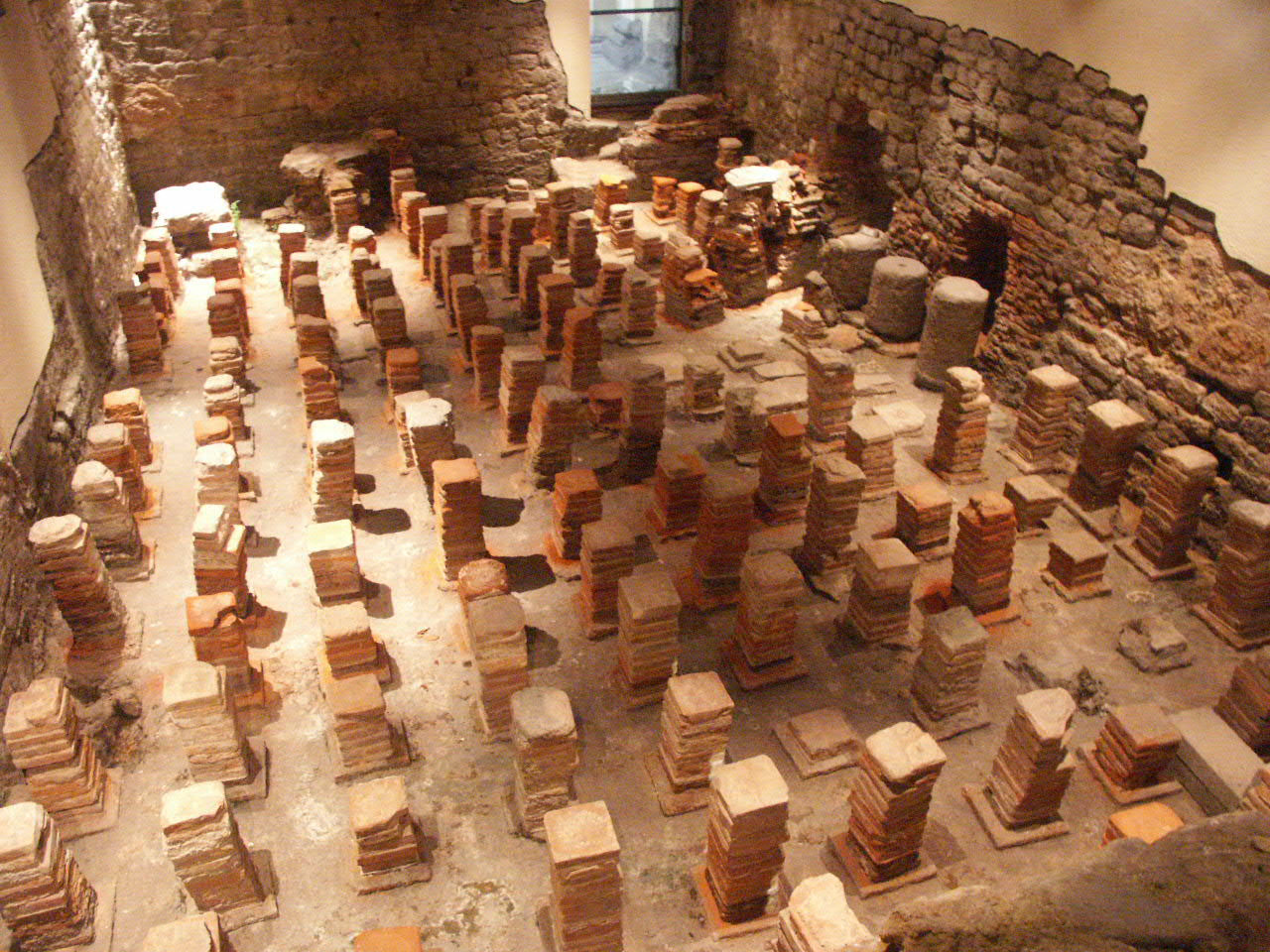
Een Romeins hypocaustumsysteem te Bath Engeland.

Een van de eerst ontwikkelde vormen van vloerverwarming is afkomstig van de Romeinen, zij bouwden hypocausta, in de vloer lopende kanalen waardoor de rookgassen van een vuur gingen, hierdoor werd de vloer verwarmd. 
In Korea is ongeveer dezelfde vorm van vloerverwarming uitgevonden, genaamd Ondol, de werking is vrijwel gelijk aan die van de Romeinen.
Bij het systeem van de Romeinen werden kanalen van ongeveer 60 cm hoog in de vloer gebouwd en bestreken het gehele vloeroppervlak. De vloer was zo één groot rookgaskanaal. In de hoeken van de te verwarmen ruimten werden schoorstenen gemaakt, hierdoor werd de rook verder afgevoerd. 
Het vuur werd in de ruimte onder de te verwarmen ruimte in een centrale vuurplaats gestookt. Doordat warme lucht opstijgt werd de rook eerst door de vloer aangezogen om daarna door de schoorstenen naar de buitenlucht te verdwijnen.
Het systeem van de Koreanen werd tot voor kort nog steeds toegepast in de luxere huizen in Azië. Een verschil met het systeem van de Romeinen is dat hier de vuurplaats in de keuken was en ook werd gebruikt voor koken, bij de Romeinen was de vuurplaats meestal buiten gelokaliseerd.